# Kloster Notre-Dame du Jau
Das Kloster Notre-Dame du Jau (Le jau, ursprünglich Clariana) ist eine ehemalige Zisterzienserabtei in der Gemeinde Mosset im Département Pyrénées-Orientales, Region Okzitanien, in Frankreich. Es lag rund 10 km nordwestlich von Prades im Tal des Castellane, in der Nähe der Passhöhe des Col de Jau zwischen Têt und Aude.

## Geschichte
Das im Jahr 1147 als Benediktinerniederlassung gegründete Kloster unterstellte sich 1162 dem Zisterzienserkloster Ardorel und gehörte damit der Filiation der Primarabtei Pontigny an. Das Kloster besaß die Grangien Mas de Sainte-Marie in L’Ille-sur-Têt, Saint-Martin-de-la-Riba bei Millas und zwei zwischen Estagel und Cases de Pene. Der Konvent, der wohl in erster Linie als Hospiz für Reisende diente, blieb immer unbedeutend. Schon 1230 erwog das Generalkapitel des Ordens seine Aufhebung. Das Kloster bestand aber noch bis in das 17. Jahrhundert.

## Bauten und Anlage
Von der Anlage sind nur unbedeutende Ruinen erhalten.